# Waltenbergtunnel
Der Waltenbergtunnel in Winterberg im Hochsauerlandkreis, Nordrhein-Westfalen (Deutschland), ist ein 230 m langer, einröhriger Straßentunnel im Verlauf der Bundesstraße 236.
Der Tunnel befindet sich unter dem Zentrum der im Rothaargebirge gelegenen Stadt Winterberg und unterquert die Straßen Am Alten Garten, Am Waltenberg und Im Hohlen Seifen sowie die Nuhnestraße. Seine Überdeckung ist nur gering, und das Gelände oberhalb der Tunnelmitte liegt auf der Kreuzung von Am Waltenberg und Im Hohlen Seifen auf etwa 670 m Höhe. Der Tunnel wurde von 1994 bis 1995 im Rahmen einer Ortskernmodernisierung und damit verbundener Verkehrsberuhigung errichtet und führt seit seiner Verkehrsfreigabe (1995) den Durchgangsverkehr mit zwei Fahrspuren unter der Innenstadt hindurch.
Etwa 800 m (Luftlinie) westlich – aber noch im Winterberger Stadtgebiet – befindet sich an der Winterberger Umgehungsstraße (B 236 und B 480) der Herrlohtunnel.